# Black Mask
Black Mask (с англ. — «Чёрная маска») — бульварный журнал, первый номер которого был опубликован в апреле 1920 года журналистом Г. Л. Менкеном и критиком Джорджем Джином Натаном. Журнал был одним из нескольких издательских предприятий, созданных для финансовой поддержки престижного, но по крайней мере с 1917 года убыточного литературного журнала The Smart Set, который редактировал Менкен. Под их редакцией Black Mask публиковал не только криминальные рассказы, но и (как было написано в самом журнале) «лучшие истории о приключениях, лучшие детективы, лучшие романтические и любовные истории, лучшие произведения о потустороннем». Первым редактором журнала была Флоренс Осборн (подписывалась как F. M. Osborne).

## Редакционная политика
После восьми выпусков Менкен и Натан сочли, что первоначальные вложения в 600 долларов принесли достаточно прибыли, и продали журнал издателям Элтингу Уорнеру и Юджину Кроу за 12 500 долларов. Затем редактором журнала стал Джордж Саттон (1922—1924), а после него — Филип Коди. Коди обладал значительным опытом в издательском деле, так как занимал пост вице-президента Warner Publications, выпускавшего такие популярные журналы, как Field и Stream, а также бульварные журналы, такие как Black Mask. Под редакцией Коди в Black Mask стало появляться больше сенсационных материалов. Коди, прекрасно понимавший, что нравится публике, сосредоточился на тех материалах, которые привлекали больше всего читателей. Он отбирал для публикации истории подлиннее и с закрученным сюжетом, в которых было много крови, жестокости и секса. Коди был редактором тиражей и главным редактором с 1924 по 1926 год. В 1926 году редактором стал Джозеф Шоу.

## Авторы
Среди первых авторов Black Mask стоит отметить Дж. Флетчера, Винсента Старретта и Германа Петерсена. После успеха одного из первых номеров Шоу довольно быстро превратил журнал в центр притяжения для растущей школы писателей натуралистичных криминальных произведений во главе с Кэрроллом Джоном Дейли. Придуманный Дейли частный детектив Рэйс Уильямс был грубоватым персонажем с острым языком, который стал образцом для создания целой плеяды саркастичных частных сыщиков.
Позднее Black Mask публиковал рассказы широко известного писателя Дэшилла Хэммета, создателя Сэма Спейда и Сотрудника агентства «Континенталь», а также других авторов «крутой» литературы, пошедших по его следу, таких как Рэймонд Чандлер, Эрл Стэнли Гарднер, Пол Кейн, Фредерик Небель, Фредерик Дэвис, Рауль Ф. Уитфилд, Теодор Тинсли, Тодхантер Баллард (подписывался как W.T. Ballard), Дуайт В. Бэбкок и Роджер Торри. Хотя наиболее известными авторами Black Mask были в основном мужчины, но в журнале также публиковались работы и многих писательниц, в том числе Марджори Стоунман Дуглас, Кэтрин Броклебанк, Салли Диксон Райт, Флоренс М. Петти, Мэрион О’Хирн, Кей Краусс, Фрэнсис Бек, Тии Девитт и Дороти Данн. Большую часть публиковавшихся в журнале произведений составляли детективы, но в Black Mask также можно было почитать вестерны и приключенческие произведения.
Журнал пользовался популярностью, и многие писатели, чьи работы появлялись на его страницах, например, Хью Барнетт Кейв, добились большого коммерческого успеха и получили хорошие отзывы критиков. Писатель Джордж Хармон Кокс создал для журнала «Кейси, криминального фотографа»; персонаж стал медиа-франшизой и появлялся в романах, фильмах, радио- и телепрограммах, комиксах и театральных постановках.
Обложки для Black Mask обычно рисовали Фред Крафт или Дж. Шлайкьер. Монополию на иллюстрации для прочих страниц журнала Шоу передал Артуру Родману Боукеру.

## Упадок и возрождение
Black Mask достиг пика продаж в начале 1930-х годов, но затем интерес читателей начал угасать из-за роста популярности радио, кино и конкурирующих журналов. В 1936 году, отказавшись урезать и без того скудные гонорары писателей, Шоу подал в отставку, вместе с ним журнал покинули многие известные авторы. Преемнице Шоу, Фанни Эллсуорт (1936—1940), удалось привлечь в Black Mask новых писателей, в том числе Корнелла Вулрича, Фрэнка Грубера, Макса Брэнда и Стива Фишера. И всё же с 1940-х годов популярность Black Mask начала падать несмотря на все усилия нового редактора Кеннета Уайта (1940—1948). В этот период в журнале публиковались работы Джона Д. Макдональда. Затем Генри Стигер анонимно редактировал Black Mask вплоть до завершения публикаций в 1951 году.
В 1985 году журнал был возрождён под названием The New Black Mask, в нём печатались известные писатели Джеймс Эллрой, Майкл Коллинз, Сара Парецки и Билл Пронзини, а также репринты Чендлера и Хэммета. Эдвард Д. Хох в книге Encyclopedia Mysteriosa похвалил возрождённый Black Mask, заявив, что «он был близок к тому, чтобы воссоздать восторг и удовольствие от историй в великих бульварных журналах прошлого». Из-за судебного спора по поводу прав на название Black Mask журнал прекратил выходить в 1987 году. Затем он ненадолго возродился под названием A Matter of Crime.
Оригинальные экземпляры Black Mask высоко ценятся коллекционерами. Выпуски с рассказами Чендлера и Хэммета особенно редки и стоят очень дорого.
В 2016 году журнал, а также авторские права и интеллектуальную собственность, приобрела компания Steeger Properties, LLC. Издательство Altus Press возобновило публикацию журнала.
Некоторые обложки Black Mask можно коллекционировать в игре Mafia: Definitive Edition 2020 года.

## Антологии
- The Hard-Boiled Omnibus: Early Stories from Black Mask (англ.) / edited by Joseph T. Shaw. — Simon and Schuster, 1946. — 468 p.
- The Hard-Boiled Detective: Stories from Black Mask magazine, 1920–1951 (англ.) / edited by Herbert Ruhm. — Vintage Books, 1977. — 396 p. — ISBN 9780394721569. — ISBN 039472156X.
- The Black Mask Boys: Masters in the Hard-Boiled School of Detective Fiction (англ.) / edited by William F. Nolan. — W. Morrow, 1985. — 273 p. — ISBN 9780688039660. — ISBN 0688039669. В книге также опубликована краткая история журнала.
- The Black Lizard Big Book of Black Mask Stories / edited by Otto Penzler. — 2007.